# Askim-Frölunda-Högsbo
Askim-Frölunda-Högsbo foi uma das freguesias administrativas da cidade sueca de Gotemburgo no período 2011-2020.
As "freguesias administrativas" cessaram de existir em 1 de janeiro de 2021, tendo as suas funções sido centralizadas em 6 "administrações municipais" (fackförvaltningar).

Tinha uma área de 61,1 km2 e uma população de 62 081 habitantes (2018).
Abrangia os bairros de Askim, Billdal, Flatås, Frölunda Torg, Hovås, Högsbo, Högsbohöjd, Högsbotorp, Järnbrott, Kaverös, Ruddalen e Tofta.
Possuía uma natureza variada, com zona costeira, florestas e áreas de recreação natural. Högsbo-Sisjön albergava um parque industrial e comercial, e a praça Frölunda Torg era um importante centro comercial e de serviços regionais.

## Galeria

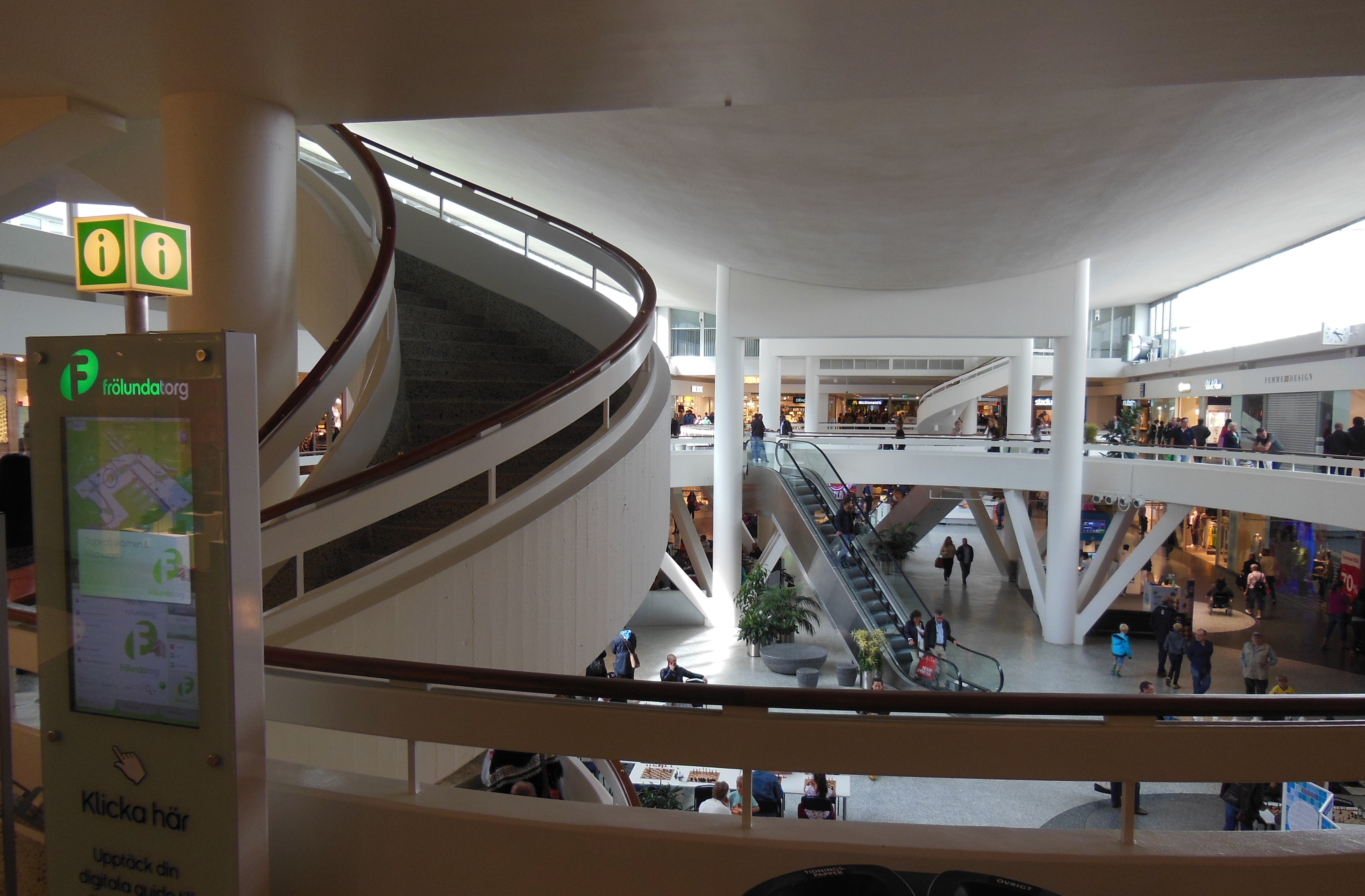
Centro comercial na praça Frölunda Torg
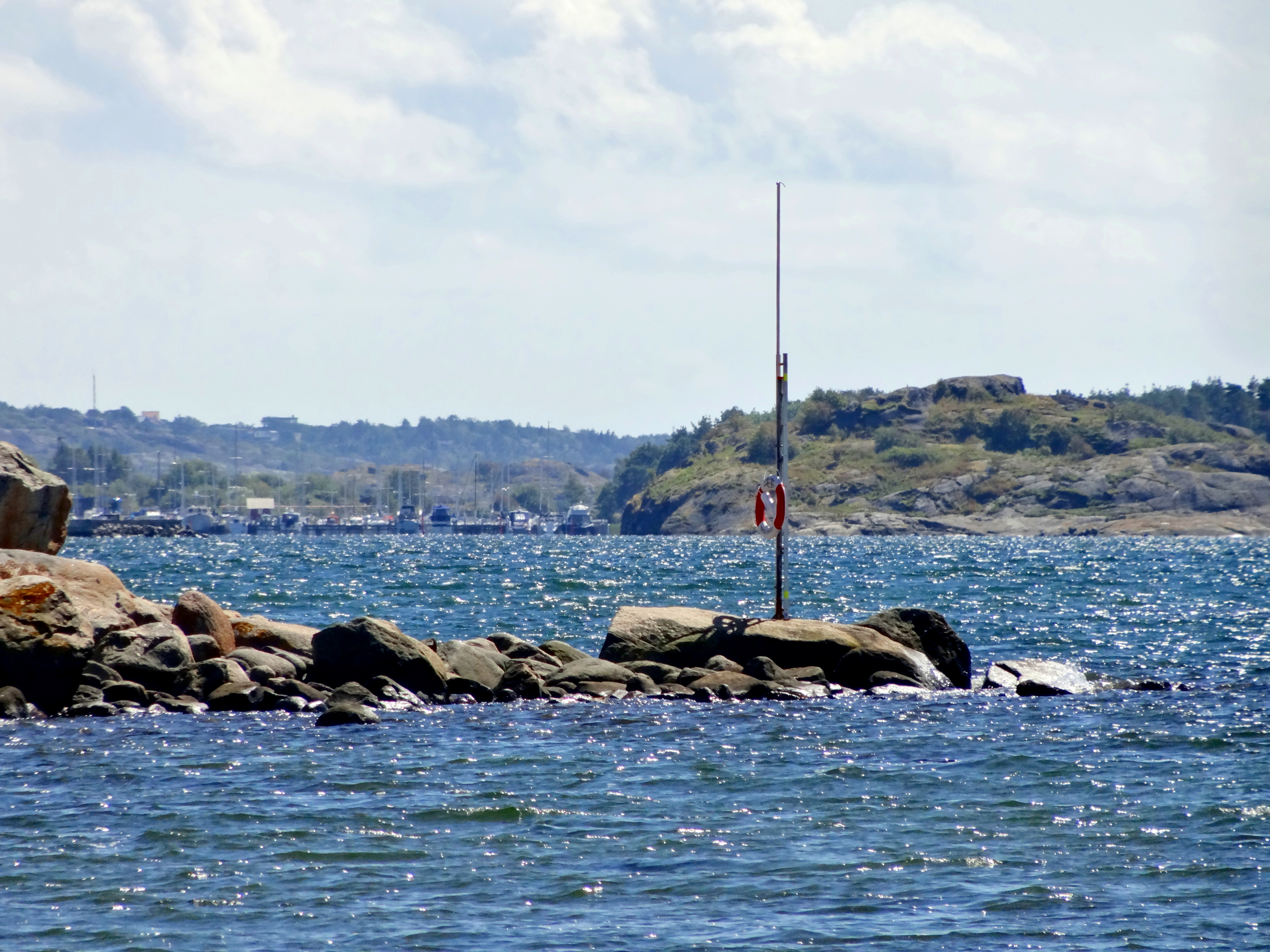
Local de banho em Askim
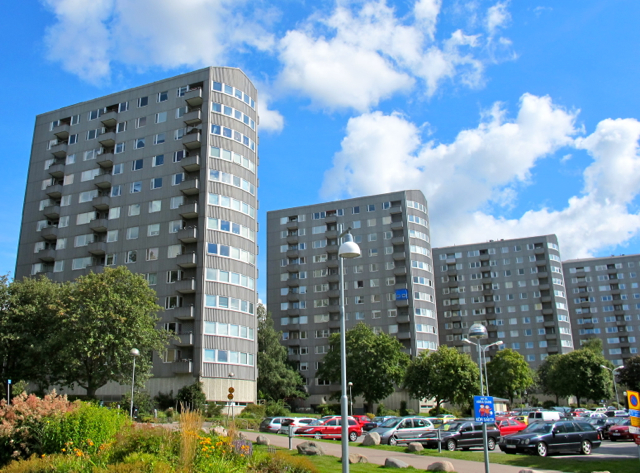
Prédios da rua Dragspelsgatan
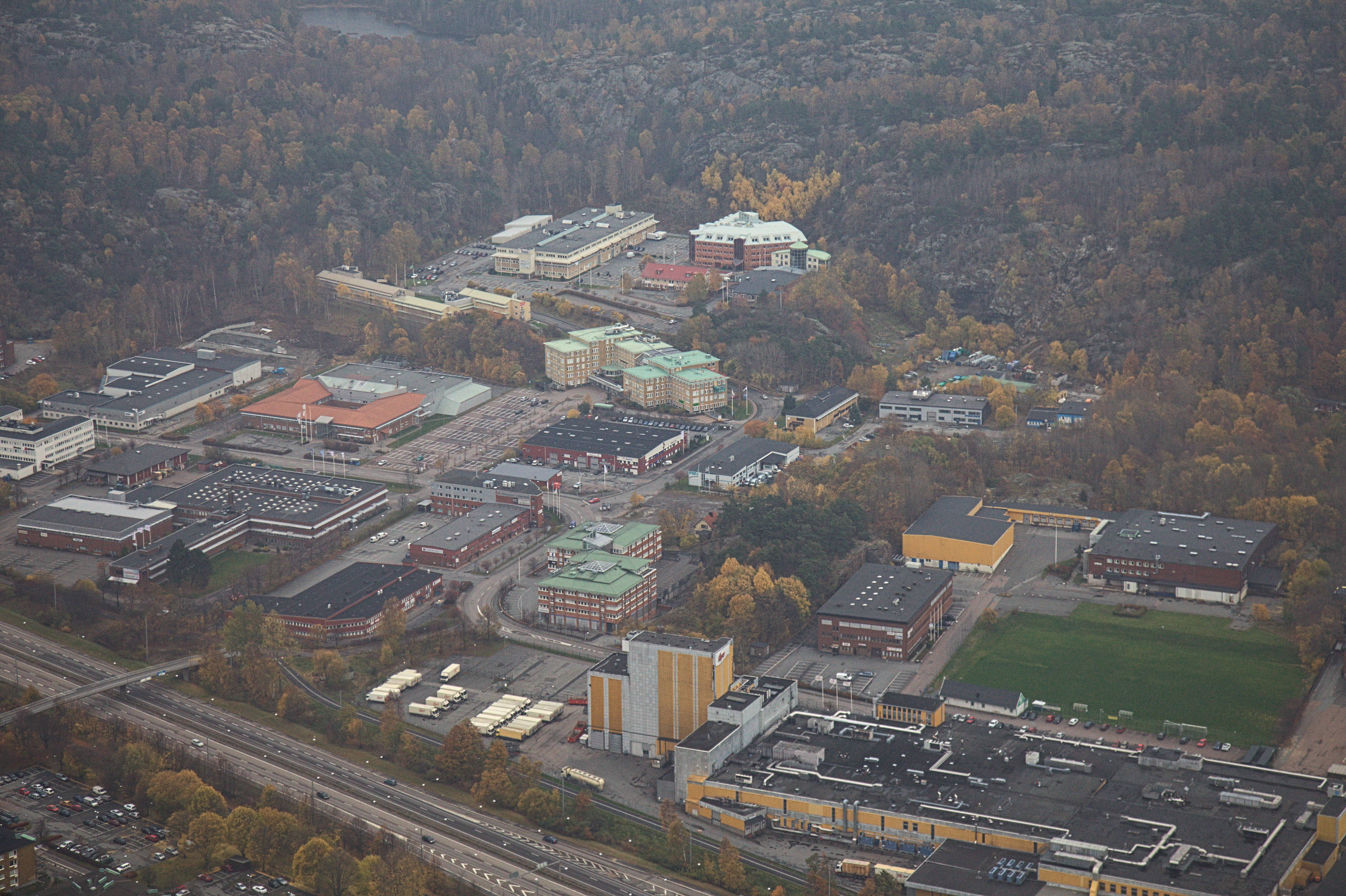
Parque industrial de Högsbo